# Lomtjärnen (Bjurholms socken, Ångermanland, 708656-164765)
Lomtjärnen är en sjö i Bjurholms kommun i Ångermanland och ingår i Lögdeälvens huvudavrinningsområde.